# Antona fallax
Antona fallax är en fjärilsart som beskrevs av Butler 1877. Antona fallax ingår i släktet Antona och familjen björnspinnare. Inga underarter finns listade i Catalogue of Life.